# Cruel Sister

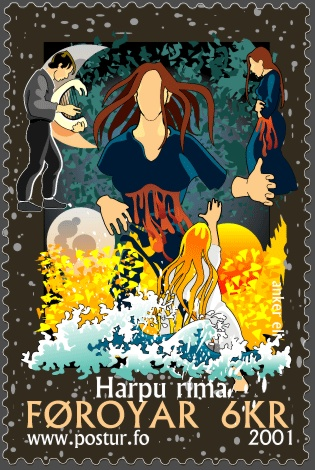
Sello de las islas Feroe ilustrando la historia.

«Cruel Sister» es una balada medieval inglesa. 
Cuenta la historia de dos hermanas, una rubia y la otra morena. Un caballero se enamora de la rubia. La morena, celosa, invita a su hermana a dar un paseo al borde del mar para tirarla al agua. Dos menestrales encuentran el cuerpo de la muchacha y, con sus huesos, hacen un arpa y, con sus cabellos, las cuerdas. Van a palacio para tocar en la boda del caballero y la hermana morena, pero, cuando llegan, el arpa empieza a tocar sola. La primera cuerda acusa a la morena del crimen, al sonar la segunda cuerda, la esposa se siente aterrorizada y cuando suena la tercera cae al suelo muerta.
- Datos: Q2545476